# Bahnstrecke Beillant–Angoulême
| Keilbahnhof Beillant, links die Gleise nach Angoulême |                      |                                                                               |                                                                               |
| Streckennummer (SNCF): | 579 000              |                                                                               |                                                                               |
| Spurweite: | 1435 mm (Normalspur) |                                                                               |                                                                               |
| Maximale Neigung: | 10 ‰                 |                                                                               |                                                                               |
| |                      |                                                                               |                                                                               |
| \| \| \| Bahnstrecke Chartres–Bordeaux von Chartres \| \| \| \| 501,20,0 \| Beillant Keilbahnhof \| 9 m \| \| \| \| Bahnstrecke Chartres–Bordeaux nach Bordeaux \| \| \| \| 3,3 \| Rouffiac \| 8 m \| \| \| 6,2 \| Brives-Chérac \| 10 m \| \| \| 10,4 \| Le Pérat \| 12 m \| \| \| 11,5 \| Né (44 m) und Grenze Département Charente-Maritime/Charente \| Né (44 m) und Grenze Département Charente-Maritime/Charente \| \| \| 14,0 \| Merpins \| 18 m \| \| \| ~14,4 \| Industriegebiet \| Industriegebiet \| \| \| ~16,4 \| N 141 \| N 141 \| \| \| ~17,1 \| Bahnstrecke St-Jean–Cognac (CFEC) u. D 731 (ehem. N 731) \| Bahnstrecke St-Jean–Cognac (CFEC) u. D 731 (ehem. N 731) \| \| \| 17,3 \| Cognac \| 27 m \| \| \| \| Bahnstrecke Archiac–Cognac (CFEC) nach Archiac ü. Segonzac \| \| \| \| 24,1 \| Gensac-la-Pallue \| 23 m \| \| \| 26,7 \| Bourg-Charente \| 28 m \| \| \| 28,1 \| Pont de l’Andol sur le Vieillard (14 m) \| Pont de l’Andol sur le Vieillard (14 m) \| \| \| \| Bahnstrecke Segonzac–Angeau (CFEC) von St-Angeau ü. Rouillac \| \| \| \| 31,2 \| Jarnac-Charente \| 14 m \| \| \| ~32,1 \| Bahnstrecke Segonzac–Angeau nach Segonzac \| Bahnstrecke Segonzac–Angeau nach Segonzac \| \| \| 35,1 \| Saint-Même \| 21 m \| \| \| 38,5 \| Saint-Amant-de-Graves-Saint-Simon \| 22 m \| \| \| 44,4 \| Châteauneuf-sur-Charente \| 21 m \| \| \| \| \| \| \| \| 44,7 \| Bahnstrecke Châteauneuf-sur-Charente–Saint-Mariens-Saint-Yzan nach St-Mariens \| Bahnstrecke Châteauneuf-sur-Charente–Saint-Mariens-Saint-Yzan nach St-Mariens \| \| \| \| \| \| \| \| 48,5 \| Mosnac (Charente) \| 27 m \| \| \| 53,1 \| Sireuil \| 26 m \| \| \| 56,4 \| Boëme (5 m) \| Boëme (5 m) \| \| \| 61,8 \| Charreau (4 m) \| Charreau (4 m) \| \| \| 57,0 \| Nersac \| 28 m \| \| \| \| Groupe SNPE (Sprengpulver-Fabrik) \| \| \| \| 62,6 \| Saint-Michel-sur-Charente \| 33 m \| \| \| \| Chemin des Prés de Lessac (CFEC) von Blanzac \| \| \| \| 63,7 \| Abzw. Angoulême-État \| Abzw. Angoulême-État \| \| \| 64,7452,3 \| Bahnstrecke Paris–Bordeaux von Bordeaux (Abzw. Alliers) \| Bahnstrecke Paris–Bordeaux von Bordeaux (Abzw. Alliers) \| \| \| 451,4 \| Sillac \| 47 m \| \| \| \| Saut-de-mouton de Grelet (20 m) \| \| \| \| \| Saint-Martin \| \| \| \| 449,9 \| Tunnel de la Gâtine (550 m)[1] und Tunnel d’Angoulême (775 m)[2] \| Tunnel de la Gâtine (550 m)[1] und Tunnel d’Angoulême (775 m)[2] \| \| \| \| Chemin des Prés de Lessac von Blanzac \| \| \| \| 449,4 \| Angoulême (ehem. Angoulême-État) \| 46 m \| \| \| 448,6 \| Bahnstrecke Paris–Bordeaux von Paris-Aust. (Abzw. Ruelle) \| Bahnstrecke Paris–Bordeaux von Paris-Aust. (Abzw. Ruelle) \| \| \| \| Abzw. Angoulême-État \| \| \| \| \| Bahnstrecke Limoges-Bénédictins–Angoulême nach Limoges \| \| |                      |                                                                               |                                                                               |
| |                      | Bahnstrecke Chartres–Bordeaux von Chartres                                    |                                                                               |
| Bahnhof | 501,20,0             | Beillant Keilbahnhof                                                          | 9 m                                                                           |
| Abzweig geradeaus und nach rechts |                      | Bahnstrecke Chartres–Bordeaux nach Bordeaux                                   | Bahnstrecke Chartres–Bordeaux nach Bordeaux                                   |
| Haltepunkt / Haltestelle | 3,3                  | Rouffiac                                                                      | 8 m                                                                           |
| ehemaliger Bahnhof | 6,2                  | Brives-Chérac                                                                 | 10 m                                                                          |
| ehemaliger Bahnhof | 10,4                 | Le Pérat                                                                      | 12 m                                                                          |
| Grenze auf Brücke über Wasserlauf | 11,5                 | Né (44 m) und Grenze Département Charente-Maritime/Charente                   | Né (44 m) und Grenze Département Charente-Maritime/Charente                   |
| ehemaliger Haltepunkt / Haltestelle | 14,0                 | Merpins                                                                       | 18 m                                                                          |
| Abzweig geradeaus und ehemals nach rechts | ~14,4                | Industriegebiet                                                               | Industriegebiet                                                               |
| Strecke mit Straßenbrücke | ~16,4                | N 141                                                                         | N 141                                                                         |
| U-Bahn-Strecke von links (außer Betrieb) · Bahnübergang | ~17,1                | Bahnstrecke St-Jean–Cognac (CFEC) u. D 731 (ehem. N 731)                      | Bahnstrecke St-Jean–Cognac (CFEC) u. D 731 (ehem. N 731)                      |
| U-Bahn-Bahnhof · Bahnhof | 17,3                 | Cognac                                                                        | 27 m                                                                          |
| U-Bahn-Strecke nach rechts (außer Betrieb) · Strecke |                      | Bahnstrecke Archiac–Cognac (CFEC) nach Archiac ü. Segonzac                    | Bahnstrecke Archiac–Cognac (CFEC) nach Archiac ü. Segonzac                    |
| Dienststation / Betriebs- oder Güterbahnhof | 24,1                 | Gensac-la-Pallue                                                              | 23 m                                                                          |
| ehemaliger Haltepunkt / Haltestelle | 26,7                 | Bourg-Charente                                                                | 28 m                                                                          |
| Brücke über Wasserlauf | 28,1                 | Pont de l’Andol sur le Vieillard (14 m)                                       | Pont de l’Andol sur le Vieillard (14 m)                                       |
| Strecke · U-Bahn-Strecke von links (außer Betrieb) |                      | Bahnstrecke Segonzac–Angeau (CFEC) von St-Angeau ü. Rouillac                  | Bahnstrecke Segonzac–Angeau (CFEC) von St-Angeau ü. Rouillac                  |
| Bahnhof · U-Bahn-Bahnhof | 31,2                 | Jarnac-Charente                                                               | 14 m                                                                          |
| Kreuzung geradeaus unten · U-Bahn-Strecke nach rechts (außer Betrieb) | ~32,1                | Bahnstrecke Segonzac–Angeau nach Segonzac                                     | Bahnstrecke Segonzac–Angeau nach Segonzac                                     |
| ehemaliger Bahnhof | 35,1                 | Saint-Même                                                                    | 21 m                                                                          |
| ehemaliger Bahnhof | 38,5                 | Saint-Amant-de-Graves-Saint-Simon                                             | 22 m                                                                          |
| Bahnhof | 44,4                 | Châteauneuf-sur-Charente                                                      | 21 m                                                                          |
| |                      |                                                                               |                                                                               |
| Abzweig geradeaus und ehemals nach rechts | 44,7                 | Bahnstrecke Châteauneuf-sur-Charente–Saint-Mariens-Saint-Yzan nach St-Mariens | Bahnstrecke Châteauneuf-sur-Charente–Saint-Mariens-Saint-Yzan nach St-Mariens |
| |                      |                                                                               |                                                                               |
| ehemaliger Haltepunkt / Haltestelle | 48,5                 | Mosnac (Charente)                                                             | 27 m                                                                          |
| ehemaliger Bahnhof | 53,1                 | Sireuil                                                                       | 26 m                                                                          |
| Brücke über Wasserlauf | 56,4                 | Boëme (5 m)                                                                   | Boëme (5 m)                                                                   |
| Brücke über Wasserlauf | 61,8                 | Charreau (4 m)                                                                | Charreau (4 m)                                                                |
| ehemaliger Haltepunkt / Haltestelle | 57,0                 | Nersac                                                                        | 28 m                                                                          |
| Abzweig geradeaus und von links |                      | Groupe SNPE (Sprengpulver-Fabrik)                                             | Groupe SNPE (Sprengpulver-Fabrik)                                             |
| ehemaliger Bahnhof | 62,6                 | Saint-Michel-sur-Charente                                                     | 33 m                                                                          |
| Kreuzung mit U-Bahn (Querstrecke außer Betrieb) |                      | Chemin des Prés de Lessac (CFEC) von Blanzac                                  | Chemin des Prés de Lessac (CFEC) von Blanzac                                  |
| | 63,7                 | Abzw. Angoulême-État                                                          | Abzw. Angoulême-État                                                          |
| Abzweig geradeaus und von rechts · Strecke | 64,7452,3            | Bahnstrecke Paris–Bordeaux von Bordeaux (Abzw. Alliers)                       | Bahnstrecke Paris–Bordeaux von Bordeaux (Abzw. Alliers)                       |
| ehemaliger Haltepunkt / Haltestelle · Strecke | 451,4                | Sillac                                                                        | 47 m                                                                          |
| Strecke von links (außer Betrieb) · Kreuzung geradeaus unten · Strecke nach rechts (außer Betrieb) |                      | Saut-de-mouton de Grelet (20 m)                                               | Saut-de-mouton de Grelet (20 m)                                               |
| Haltepunkt / Haltestelle · Strecke |                      | Saint-Martin                                                                  | Saint-Martin                                                                  |
| Tunnel · Tunnel | 449,9                | Tunnel de la Gâtine (550 m) und Tunnel d’Angoulême (775 m)                    | Tunnel de la Gâtine (550 m) und Tunnel d’Angoulême (775 m)                    |
| U-Bahn-Strecke von links (außer Betrieb) · Kreuzung · Kreuzung mit U-Bahn (Querstrecke außer Betrieb) |                      | Chemin des Prés de Lessac von Blanzac                                         | Chemin des Prés de Lessac von Blanzac                                         |
| U-Bahn-Bahnhof (Strecke außer Betrieb) · Bahnhof · Bahnhof | 449,4                | Angoulême (ehem. Angoulême-État)                                              | 46 m                                                                          |
| U-Bahn-Strecke nach rechts (außer Betrieb) · Strecke · Abzweig geradeaus und nach links | 448,6                | Bahnstrecke Paris–Bordeaux von Paris-Aust. (Abzw. Ruelle)                     | Bahnstrecke Paris–Bordeaux von Paris-Aust. (Abzw. Ruelle)                     |
| |                      | Abzw. Angoulême-État                                                          |                                                                               |
| |                      | Bahnstrecke Limoges-Bénédictins–Angoulême nach Limoges                        |                                                                               |

Die Bahnstrecke Beillant–Angoulême ist eine normalspurige, eingleisige Eisenbahnstrecke in den französischen Départements Charente-Maritime und Charente (Region Nouvelle-Aquitaine), die bei Beillant von der Bahnstrecke Chartres–Bordeaux abzweigt und sie mit der Bahnstrecke Paris–Bordeaux verbindet.
Zahlreiche Meterspurstrecken der Compagnie des Chemins de fer économiques des Charentes (CFEC) und der Compagnie des Chemins de fer départementaux (CFD) ergänzten bis in die 1940er Jahre das Streckennetz. Im Personenverkehr wird die Strecke durch TER-Züge bedient, die meist über Saintes bis Royan weiterfahren, einzelne auch nach La Rochelle Porte Dauphine.

## Geschichte

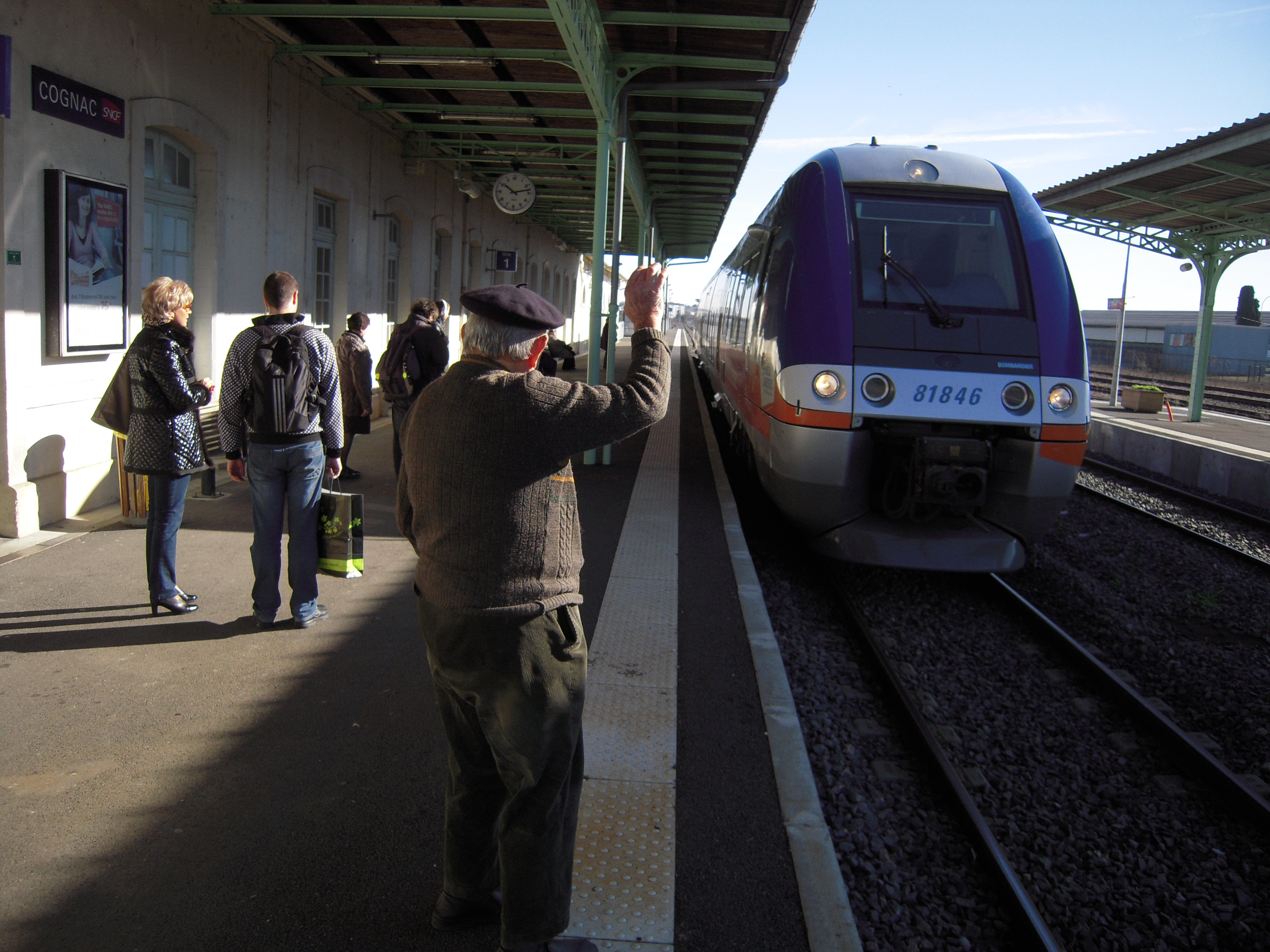
Einfahrt eines TER aus Angoulême in den Bahnhof Cognac, März 2015, Blickrichtung Nord-Ost

Erste Überlegungen für eine Ost-West-Verbindung zwischen der Hafenstadt La Rochelle und Angoulême stammen aus dem Jahr 1854. 1863 erhielt die Compagnie des chemins de fer des Charentes die Konzession für den Abschnitt zwischen Rochefort über Saintes nach Angoulême, während die Strecke La Rochelle–Rochefort an die Compagnie d’Orléans vergeben wurde. Am 15. April 1867 verkehrte der erste Zug zwischen Rochefort und Saintes, am 31. Mai 1867 zwischen Saintes und Cognac. Am 16. Oktober 1867 wurde der Abschnitt Cognac–Angoulême in Betrieb genommen.
Wegen finanzieller Schwierigkeiten wurde die Compagnie des chemins de fer des Charentes 1878 verstaatlicht. Mit der Verstaatlichung der Eisenbahn in Frankreich 1938 wurde der Betrieb durch die SNCF übernommen. In den 1980 Jahren wurde der Tunnel unter der Stadt Angoulême auf einer anderen Trasse neu gebaut und der alte der Nutzung durch den Straßenverkehr zugeführt.